# Polissorbato 80
Polisorbato 80 é um surfactante e emulsificante frenqüentemente utilizado na produção de comidas e cosméticos.